# Southwest Greensburg
Southwest Greensburg és una població dels Estats Units a l'estat de Pennsilvània. Segons el cens del 2000 tenia 2.398 habitants.

## Demografia
Segons el cens del 2000, Southwest Greensburg tenia 2.398 habitants, 1.097 habitatges, i 645 famílies. La densitat de població era de 2.314,7 habitants/km².
Dels 1.097 habitatges en un 24,2% hi vivien nens de menys de 18 anys, en un 44,2% hi vivien parelles casades, en un 11,9% dones solteres, i en un 41,2% no eren unitats familiars. En el 36% dels habitatges hi vivien persones soles el 14,3% de les quals corresponia a persones de 65 anys o més que vivien soles. El nombre mitjà de persones vivint en cada habitatge era de 2,19 i el nombre mitjà de persones que vivien en cada família era de 2,85.
Per edats la població es repartia de la següent manera: un 21,1% tenia menys de 18 anys, un 7,4% entre 18 i 24, un 32,2% entre 25 i 44, un 22,1% de 45 a 60 i un 17,2% 65 anys o més.
L'edat mediana era de 39 anys. Per cada 100 dones de 18 o més anys hi havia 85,8 homes.
La renda mediana per habitatge era de 35.750$ i la renda mediana per família de 43.929$. Els homes tenien una renda mediana de 31.219$ mentre que les dones 24.613$. La renda per capita de la població era de 18.281$. Entorn del 5,8% de les famílies i el 6,8% de la població estaven per davall del llindar de pobresa.

## Poblacions més properes
El següent diagrama mostra les poblacions més properes.